# Vroege Vogelbos
Het Vroege Vogelbos is een bos in de Nederlandse stad Almere.
Op initiatief van de landelijke Bomenstichting werd in 1989 een deel van het Beginbos hernoemd in Vroege Vogelbos. Dit gebeurde ter gelegenheid van het tienjarig bestaan van het Vara-radioprogramma Vroege Vogels dat vanuit gebouw 'Het Eksternest' werd uitgezonden. Toenmalig minister van Milieu, Ed Nijpels, heeft op 20 december 1991 het Vroege Vogelbos officieel geopend. In de jaren daarna ontwikkelde het bos zich tot een parkbos met zowel loof- als naaldbomen. Door het bos lopen verschillende wandelpaden en slingerweggetjes.

## Schaapskooi
In het Vroege Vogelbos is een schaapskooi aanwezig die 100 tot 150 schapen onderdak biedt. Het gebouw werd in 2003 in opdracht van gemeente Almere ontworpen door het architectenbureau 70F Architecture. Op het World Architecture Festival in Barcelona won de schaapskooi de eerste prijs in de categorie 'pleasure'.
De schaapskooi heeft een ecologische functie: de schapen begrazen een deel van het Vroege Vogelbos en het Kromslootpark. De schapen hebben de opdracht om de berenklauwen in het gebied te lijf te gaan.
Beatrixpark ·
Beginbos ·
Bos der Onverzettelijken ·
Cascadepark ·
Den Uylpark ·
Ebenezer Howardpark ·
Hannie Schaftpark ·
Homeruspark ·
Stadslandgoed de Kemphaan ·
Kromslootpark ·
Lage Vaartoever ·
Laterna Magikapark ·
Leeghwaterplas ·
Lumièrepark ·
Meridiaanpark ·
Muzenpark ·
Noorderleede Oever ·
Oostelijke Groene Wig ·
Overgooische Zoom ·
Polderpark ·
Vroege Vogelbos ·
Westelijke Groene Wig